# Cheick Doucouré
Cheick Doucouré (* 8. ledna 2000 Bamako) je malijský profesionální fotbalista, který hraje na pozici defensivního záložníka za anglický klub Crystal Palace FC a za malijský národní tým.

## Klubová kariéra
Doucouré prošel mládežnickým fotbalem v akademii JMG Bamako. Sezonu 2016/17 pak strávil v AS Real Bamako a v létě 2017 přestoupil do francouzského klubu RC Lens. Doucouré si v Lens rychle upevnil své místo v základní sestavě a s klubem postoupil v sezoně 2018/19 do play-off Ligue 2. V něm nejprve postoupili přes Paris FC a Troyes, ve finále však pak nestačili na Dijon.
V následující sezóně s RC Lens už do francouzské nejvyšší soutěže postoupil. V Ligue 1 se Doucouré rychle zařadil mezi nejprominentnější defensivní záložníky celé soutěže a 2 brankami a 1 asistencí pomohl klubu ke konečné sedmé příčce.
V sezóně 2021/22 opět dosáhl Doucouré s klubem sedmé příčky a jen těsně jim unikl postup do evropských pohárů; v létě 2022 Doucouré po 131 odehraných zápasech RC Lens opustil.
Doucouré se stal v červenci 2022 hráčem anglického klubu Crystal Palace FC; s klubem podepsal pětiletý kontrakt. Londýnský klub zaplatil osmnáct milionů liber, další tři miliony může francouzská strana vyinkasovat díky bonusům.
Ve své první sezóně v Crystal Palace, kdy se okamžitě zařadil mezi klíčové muže v sestavě Patricka Vieiry a následně i navrátivšího trenéra Roye Hodgsona a odehrál 34 ligových utkání, získal ocenění pro nejlepšího hráče roku.

## Reprezentační kariéra
V roce 2017 se zúčastnil Mistrovství světa ve fotbale hráčů do 17 let, kde s výběrem Mali dokráčel až do semifinále, kde podlehli Španělsku 1:3.
V říjnu 2018 byl Doucouré poprvé povolán do národního týmu Mali. V reprezentačním dresu debutoval 17. listopadu 2018 při vítězství 1:0 nad Gabonem v kvalifikaci na Africký pohár národů 2019.
V listopadu 2021 se dočasně vzdal reprezentačního dresu, čímž napodobil spoluhráče z RC Lens Seka Fofanu, jenž odmítl pozvánku Pobřeží slonoviny. Do malijské reprezentace se Doucouré vrátil v březnu 2023, kdy nastoupil do utkání proti Gambii.